# Ligeids
Els ligeids o ligèids (Lygaeidae) són una  família d'hemípters heteròpters de l'infraordre Pentatomomorpha. Viuen principalment sobre plantes, de les quals s'alimenten succionant la seva saba. Reben diferents noms comuns, com ara polls de moro, xinxes roges o coralets, noms aquests dos últims que comparteixen amb els pirrocòrids, que són força semblants.
Moltes espècies tenen colors cridaners, vermell i negre, que adverteixen el seu mal gust i toxicitat als depredadors, fenomen anomenat aposematisme. Moltes espècies s'alimenten de plantes de la família de les apocinàcies, que posseeixen glucòsids cardíacs, que són tòxics per a molts animals. Això els confereix certa defensa contra els depredadors.

## Taxonomia

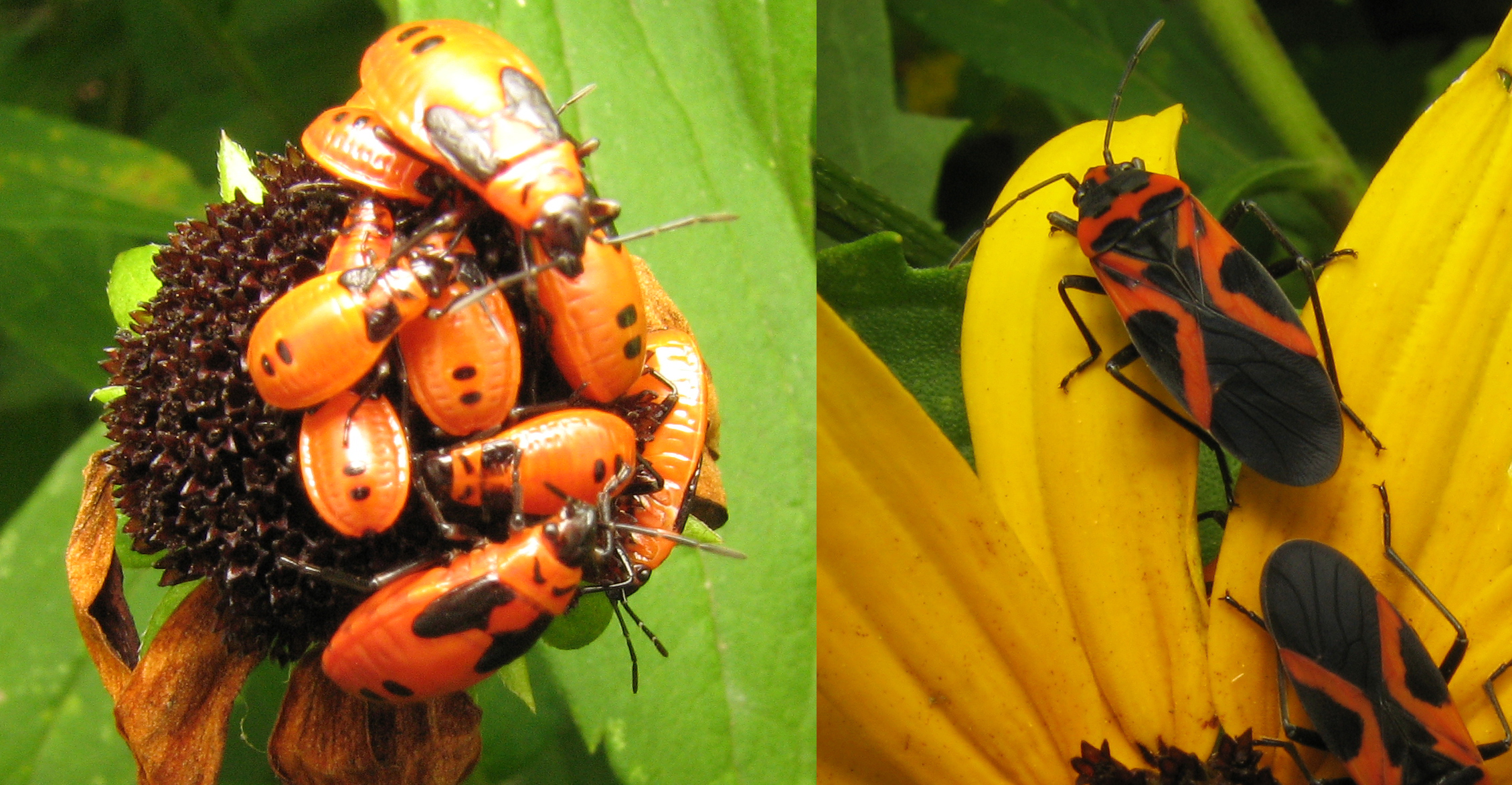
Lygaeus turcicus (Hemiptera), ninfes i adults.

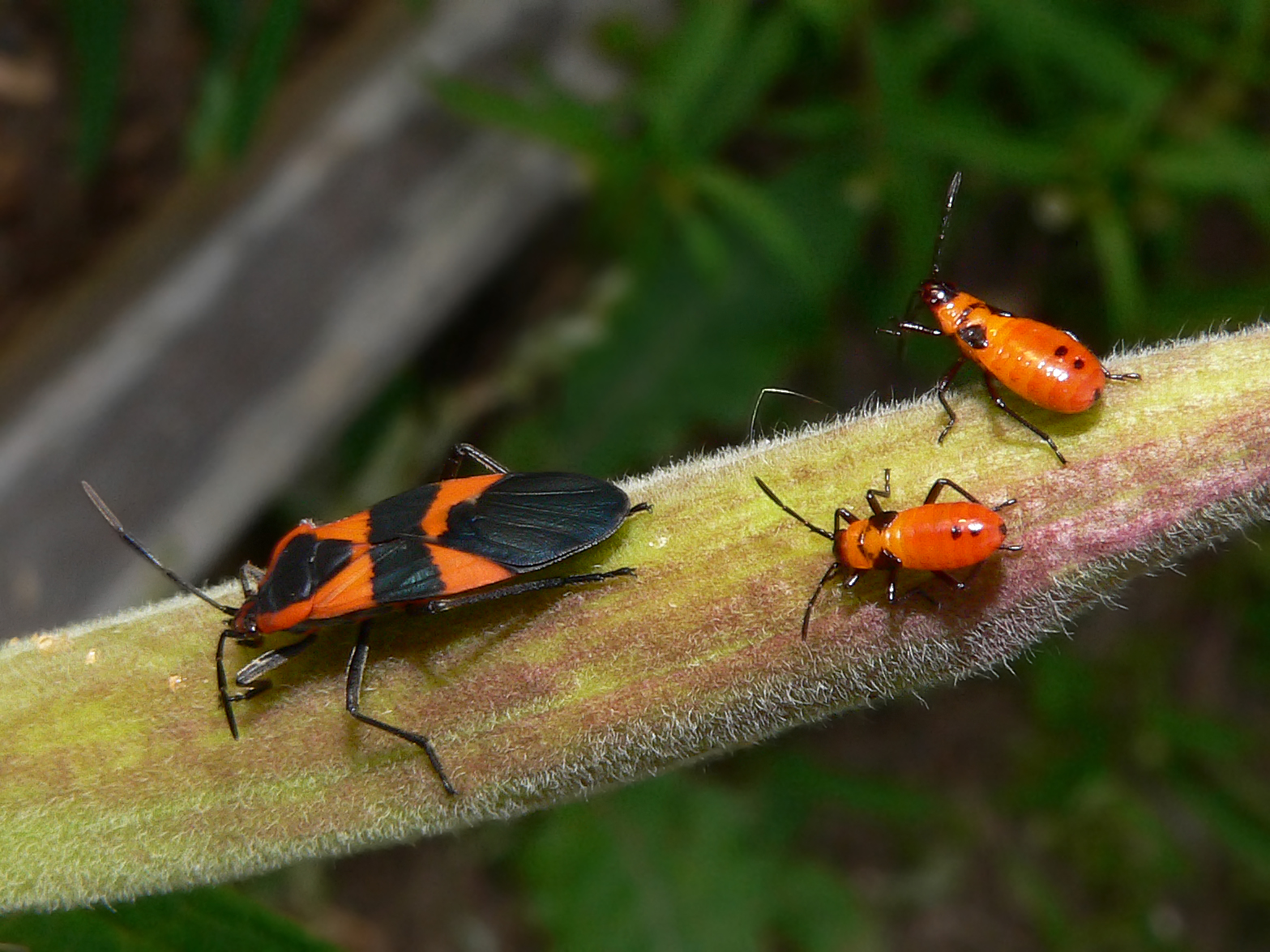
Oncopeltus fasciatus

Inclou sis subfamílies. La família solia ser molt més gran, ja que nombroses subfamílies anteriors han estat traslladades a famílies independents: Artheneidae, Blissidae, Cryptorhamphidae, Cymidae, Geocoridae, Heterogastridae, Ninidae, Oxycarenidae, Pachygronthidae i Rhyparochromidae.
Subfamília Bledionotinae
- Austropamphantus
- Bledionotus
- Pamphantus

Subfamília Henestarinae
- Engistus
- Henestaris

Subfamília Ischnorhynchinae
- Acanthocrompus
- Cerocrompus
- Crompus
- Kleidocerys
- Koscocrompus
- Neokleidocerys
- Pylorgus

Subfamília Lygaeinae
- Apterola
- Caenocoris
- Horvathiolus
- Lygaeus
- Lygaeospilus
- Melanocoryphus
- Melanopleurus
- Neacoryphus
- Ochrimnus
- Oncopeltus

Subfamília Orsillinae
- Austronysius
- Belonochilus
- Eurynysius
- Hyalonysius
- Lepionysius
- Neortholomus
- Neseis
- Nithecus
- Nysius
- Oceanides
- Orsillus
- Ortholomus
- Reticulatonysius
- Xyonysius

Subfamília Psamminae
- Psammium
- Saxicoris
- Sympeplus